# Apseudes sicilianus
Apseudes sicilianus är en kräftdjursart. Apseudes sicilianus ingår i släktet Apseudes och familjen Apseudidae. Inga underarter finns listade i Catalogue of Life.